# 奥尼耶森
奥尼耶森，使用于挪威的挪威語男女通用姓。以下知名人物使用此姓：
- 埃利·奥尼耶森（1917年7月15日－2009年），挪威抵抗运动妇女、教师。
- 奥拉·耶特·奥尼耶森（1918年8月30日－2002年9月2日），第二次世界大战期间的挪威少校和飞行员。